# ロベルト・ロペス・ウファルテ
ロベルト・ロペス・ウファルテ（Roberto López Ufarte, 1958年4月19日 - ）は、モロッコ・フェズ出身のサッカー選手。ポジションはフォワード。スペイン代表。

## 経歴

### 選手時代

#### クラブ
父親はスペインのアンダルシア地方出身であり、母親はスペインのカタルーニャ地方出身である。両親は仕事を求めてモロッコに移住し、そこでロベルト・ロペス・ウファルテが生まれた。ウファルテは8歳の時にスペインのギプスコア県イルンに移住している。地元のレアル・ウニオンの下部組織に加入し、1974-75シーズンにトップチームデビューした。
1975年にはギプスコア県最大のクラブであるレアル・ソシエダに移籍し、1975-76シーズンにプリメーラ・ディビシオン（1部）デビューした。アスレティック・ビルバオとのバスク・ダービーを初体験したのは、まだ17歳だった1975年11月30日である。1980-81シーズンと1981-82シーズンにはリーグ戦で2連覇しているが、この2シーズンで63試合に出場して16得点を記録した。1983年にはスーペルコパ・デ・エスパーニャで優勝した。1986-87シーズンにはリーグ戦で33試合に出場して10得点し、コパ・デル・レイでは優勝した。レアル・ソシエダでは公式戦通算474試合に出場して129得点を挙げた。
1987年にはアトレティコ・マドリードに移籍した。1987-88シーズンには27試合に出場して8得点を挙げ、リーグ戦で3位となった。30歳だった1988年にはレアル・ベティスに移籍したが、膝の負傷に苦しみ、またクラブも1988-89シーズン終了後にセグンダ・ディビシオン（2部）降格が決定したため、1989年に現役引退した。

#### スペイン代表
1977年9月21日、スイス代表との親善試合でスペイン代表デビューし、この試合で代表初得点も記録した。1981年10月14日のルクセンブルク代表戦では1試合2得点を達成している。
1982年には母国開催の1982 FIFAワールドカップに出場し、ホンジュラス代表戦で得点を挙げた。同大会の西ドイツ代表戦がスペイン代表での最終試合となった。スペイン代表としては15試合に出場して5得点した。

##### 代表での得点
| #  | 日付           | 場所                 | 対戦相手       | スコア | 結果 | 大会                    |
| -- | -------------- | -------------------- | -------------- | ------ | ---- | ----------------------- |
| 1. | 1977年9月21日  | スイス・ベルン       | スイス         | 1–2    | 1–2  | 親善試合                |
| 2. | 1981年10月14日 | スペイン・バレンシア | ルクセンブルク | 1–0    | 3–0  | 親善試合                |
| 3. | 1981年10月14日 | スペイン・バレンシア | ルクセンブルク | 3–0    | 3–0  | 親善試合                |
| 4. | 1981年11月18日 | ポーランド・ウッチ   | ポーランド     | 0–1    | 2–3  | 親善試合                |
| 5. | 1982年6月16日  | スペイン・バレンシア | ホンジュラス   | 1–1    | 1–1  | 1982 FIFAワールドカップ |

### 現役引退後
現役引退後にはいくつかのクラブでアシスタントコーチを務めた。デビュー元のレアル・ウニオンではフットボールディレクターを務めた。

## タイトル
- プリメーラ・ディビシオン(2): 1980–81, 1981–82
- コパ・デル・レイ(1): 1987
- スーペルコパ・デ・エスパーニャ(1): 1983